# 12501 Nord
12501 Nord eller 1998 FL66 är en asteroid i huvudbältet som upptäcktes den 20 mars 1998 av LINEAR i Socorro County, New Mexico. Den är uppkallad efter Ashley Lynne Nord.